# Nandashan (köpinghuvudort i Kina, Hunan Sheng, lat 29,01, long 112,71)
Nandashan (kinesiska: 南大膳, 南大膳镇) är en köpinghuvudort i Kina. Den ligger i provinsen Hunan, i den södra delen av landet, omkring 94 kilometer norr om provinshuvudstaden Changsha. Antalet invånare är 75 742. Befolkningen består av 37 170 kvinnor och 38 572 män. Barn under 15 år utgör 13,0 %, vuxna 15-64 år 74 %, och äldre över 65 år 12,0 %.
Runt Nandashan är det ganska tätbefolkat, med 248 invånare per kvadratkilometer. Nandashan är det största samhället i trakten. Trakten runt Nandashan består till största delen av jordbruksmark.
Genomsnittlig årsnederbörd är 1 683 millimeter. Den regnigaste månaden är maj, med i genomsnitt 292 mm nederbörd, och den torraste är december, med 45 mm nederbörd.